# Melanephia trista
Melanephia trista là một loài bướm đêm trong họ Noctuidae.